# Алекс Сола
Алекс Сола (ісп. Álex Sola, нар. 9 червня 1999, Сан-Себастьян) — іспанський футболіст, захисник клубу «Реал Сосьєдад».
Виступав, зокрема, за клуб «Реал Сосьєдад», а також юнацьку збірну Іспанії.

## Клубна кар'єра
Народився 9 червня 1999 року в місті Сан-Себастьян. Вихованець футбольної школи клубу «Реал Сосьєдад».
У дорослому футболі дебютував 2017 року виступами за команду «Реал Сосьєдад Б», у якій провів два сезони, взявши участь у 56 матчах чемпіонату. 
Згодом з 2019 по 2022 рік грав у складі команд «Реал Сосьєдад», «Нумансія» та «Реал Сосьєдад Б».
Своєю грою за останню команду знову привернув увагу представників тренерського штабу клубу «Реал Сосьєдад», до складу якого повернувся 2020 року. Цього разу відіграв за клуб із Сан-Себастьяна наступні три сезони своєї ігрової кар'єри.
Протягом 2023—2024 років захищав кольори клубу «Алавес».
До складу клубу «Реал Сосьєдад» приєднався 2024 року. 

## Виступи за збірну
У 2016 році дебютував у складі юнацької збірної Іспанії (U-17), загалом на юнацькому рівні взяв участь у 1 матчі.